# Божо Копривица
Божо Копривица (Никшић, 1950) српски и југословенски је књижевник и драматург.

## Биографија
Рођен је у партизанској породици.
Дипломирао је светску књижевност на Филолошком факултету у Београду код професора Војислава Ђурића.
Приредио је Зборник о Данилу Кишу за часопис Арс (Отворени културни форум, Цетиње, 2005, 2009).
Копривица је радио као драматург по позиву у Југословенско драмско позориште Југословенском драмском позоришту, Народном позоришту, Битеф театру, Звездара театру, Краљевском позоришту „Зетски дом“, Црногорском народном позоришту, фестивалу „Град театар“ у Будви.
Са Емиром Кустурицом снимио је играно-документарни филм Седам дана у животу једне птице за француску телевизију.
Познат је по књигама Волеј и слух (1992) и Киш, Борхес и Марадона (1996), које су имале култни статус.
Он је био је председник жирија за доделу НИН-ове награде.

## Приватни живот
Истакнути је навијач Партизана. Отац је две ћерке.
Живи и ради у Београду.
Изјашњава се као Југословен.

## Награде
- Награда Стјепан Митров Љубиша, Град театар

## Дела
- Колатерална штета, 03.11.2000, Београд, Атеље 212[10]
- Доктор Шустер, 29.05.2001, Београд, Звездара театар[10]
- Пред пензијом, 08.10.2006, Београд, Југословенско драмско позориште[10]
- Дон Крсто, 01.08.2007, Београд, Југословенско драмско позориште[10]
- Тартиф, 03.04.2008, Београд, Југословенско драмско позориште[10]
- У мочвари, 10.05.2009, Београд, Југословенско драмско позориште[10]
- Рођени у YУ, 12.10.2010, Београд, Југословенско драмско позориште[10]
- Кањош Мацедоновић, 22.10.2011, Београд, Народно позориште у Београду[10]
- Волеј и слух (1992)
- Време речи
- Разговори са Бориславом Пекићем (1993)
- Киш, Борхес, Марадона (1996)
- Дриблинг 1001 ноћ (2006)
- Само богови могу обећати (Љевак, Загреб, 2010; измењено и допуњено издање – Геопоетика, 2014).[11]
- Вјежбанка Данило Киш (2019)
- Луђак је вјечито дијете (2020)